# Усун-Кюёль (Сунтарский улус)
Усу́н-Кюёль (якут. Уһун Күөл) — село в Сунтарском улусе Республики Саха (Якутия) России. Административный центр и единственный населённый пункт Арылахского наслега.

## География
Село находится в юго-западной части Якутии, в левобережной части долины реки Вилюй, на берегах озера Усун-Кюёль, на расстоянии примерно 40 км (по прямой) к северо-западу от села Сунтар, административного центра улуса. Абсолютная высота — 199 м над уровнем моря.
Климат
Климат характеризуется как резко континентальный. Средняя температура воздуха самого тёплого месяца (июля) составляет 17-18 °C; самого холодного (января) — −34 − −50 °C. Среднегодовое количество атмосферных осадков составляет 250—300 мм.
Часовой пояс
Село Усун-Кюёль находится в часовой зоне МСК+6. Смещение применяемого времени относительно UTC составляет +9:00.

## Население
| 2002 | 2010 | 2012 | 2013 | 2014 | 2015 | 2016 |
| ---- | ---- | ---- | ---- | ---- | ---- | ---- |
| 800  | ↘667 | ↘662 | ↘653 | ↘637 | ↘629 | ↘624 |
| 2017 | 2018 | 2019 | 2020 | 2021 |      |      |
| ↘620 | →620 | ↗623 | ↘614 | ↗622 |      |      |

Половой состав
По данным Всероссийской переписи населения 2010 года в гендерной структуре населения мужчины составляли 47,8 %, женщины — соответственно 52,2 %.
Национальный состав
Согласно результатам переписи 2002 года, в национальной структуре населения якуты составляли 81 % из 800 чел.

## Улицы
| - ул. Аартык, - ул. Е. Молоткова, - ул. Кокорина, - ул. Кытыл, | - ул. Кытых, - ул. Лесная, - ул. Молодёжная, - ул. Новая, | - ул. Парковая, - ул. Центральная, - ул. Ээйик. |